# Schadelijke ruimte

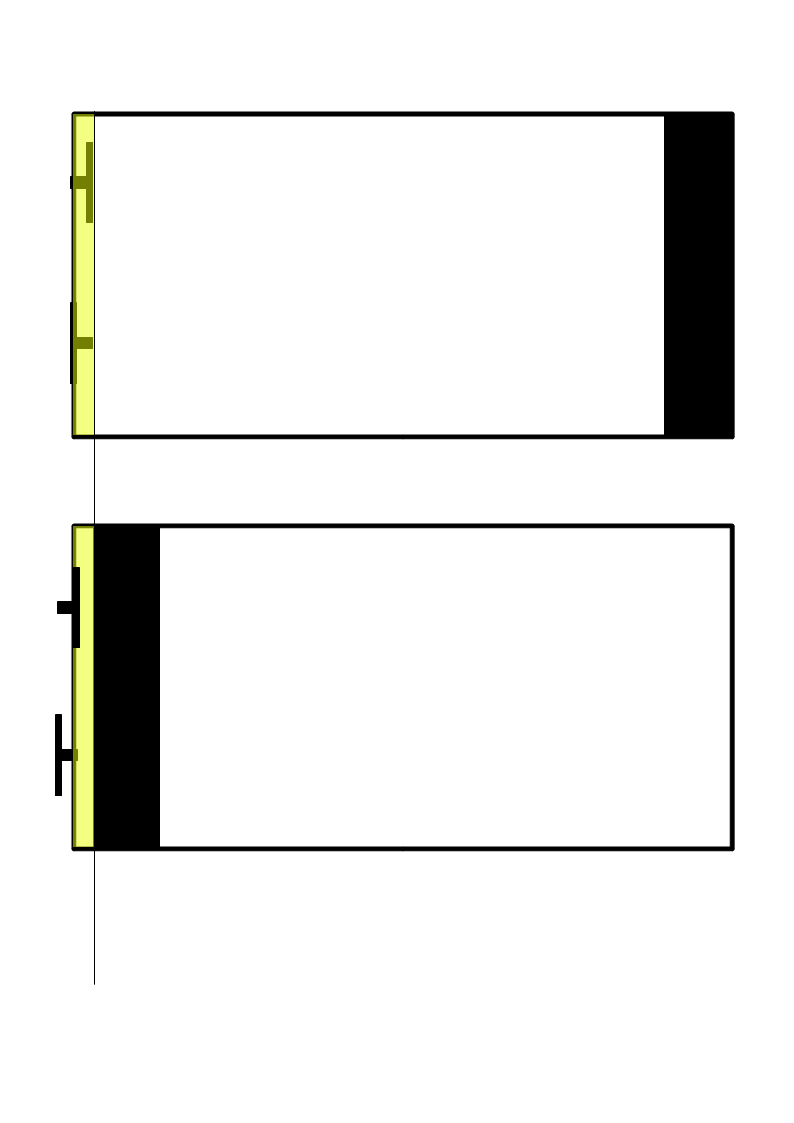
Schematisch voorstelling van de schadelijke ruimte (geel) bij een zuigerpomp. In de cilinder zijn de zuiger, en de kleppen schematisch in de twee uiterste standen getekend.

De schadelijke ruimte, ook wel dode ruimte genoemd, is in de pomptechniek de ruimte in de cilinder tussen de kleppen en de zuiger of de plunjer. Die ruimte wordt zo klein mogelijk gehouden, maar om praktische redenen  (er moet nu eenmaal plaats zijn voor onder meer de kleppen),  kan men ze niet op nul krijgen.
De schadelijke ruimte heeft  een negatief effect op het volumetrisch rendement van de pomp, voornamelijk door de expansie van de eventueel aanwezige lucht.